# Sergej Sabolotnow
Sergej Walentinowitsch Sabolotnow (russisch Сергей Валентинович Заболотнов; * 11. August 1963 in Taschkent, Usbekische SSR) ist ein ehemaliger sowjetischer Schwimmer. Er gewann eine Bronzemedaille bei Olympischen Spielen, zwei Bronzemedaillen bei Weltmeisterschaften sowie vier Goldmedaillen und je zwei Silber- und Bronzemedaillen bei Europameisterschaften.

## Karriere
Der 1,94 Meter große Sergej Sabolotnow von Dynamo Taschkent gewann elf sowjetische Meistertitel, davon zehn im Rückenschwimmen und einen im Lagenschwimmen.
Bei der Universiade in Bukarest im Juli 1981 siegte er über 100 Meter Rücken, über 200 Meter Rücken und mit der 4-mal-100-Meter-Lagenstaffel. Im September bei den Europameisterschaften in Split belegte Sabolotnow den sechsten Platz über 200 Meter Rücken. Im Jahr darauf bei den Weltmeisterschaften 1982 in Guayaquil wurde er Siebter über 200 Meter Rücken. Im Juli 1983 fand die Universiade in Edmonton statt. Sabolotnow trat nur über 200 Meter Rücken an und gewann das Rennen. Im August bei den Europameisterschaften in Rom gewann Sabolotnow zuerst den Titel über 200 Meter Rücken mit 0,61 Sekunden Vorsprung vor dem Ungarn Sándor Wladár. Über 100 Meter Rücken siegte Dirk Richter aus der DDR vor Wladimir Schemetow aus der Sowjetunion. Dahinter wurde Sabolotnow in 56,95 Sekunden Dritter vor Sándor Wladár in 57,16 Sekunden. 1984 konnte Sabolotnow wegen des Olympiaboykotts nicht an den Olympischen Spielen in Los Angeles teilnehmen. Für die boykottierenden Länder wurden in Moskau als Ersatzveranstaltung Spiele der Freundschaft angeboten. Bei dieser Veranstaltung im August 1984 stellte Sabolotnow in 1:58,41 einen neuen Weltrekord auf und war dabei 0,45 Sekunden schneller als Olympiasieger Richard Carey bei seinem Weltrekord, den dieser bei den US Trials erzielt hatte. Sabolotnows Weltrekord hielt bis März 1985, dann unterbot ihn sein Landsmann Igor Poljanski.
Die Europameisterschaften 1985 fanden im August in Sofia statt. Über 200 Meter Rücken wurde Sabolotnow Zweiter hinter Poljanski. Über 100 Meter Rücken gewann ebenfalls Poljanski, Sabolotnow wurde Dritter hinter Dirk Richter. Bei der Universiade in Kōbe wurde Sabolotnow über 100 Meter Rücken Dritter hinter Poljanski und Mark Rhodenbaugh aus den Vereinigten Staaten. In der Lagenstaffel wurde Sabolotnow nur im Vorlauf eingesetzt. Da die sowjetische Staffel im Finale den zweiten Platz belegte, erhielt auch Sabolotnow eine Silbermedaille. 1986 bei den Weltmeisterschaften in Barcelona belegte Sabolotnow den sechsten Platz über 200 Meter Rücken. Über 100 Meter Rücken wurde er Dritter hinter Poljanski und Richter. Eine weitere Bronzemedaille erhielt er für seinen Vorlaufeinsatz in der Lagenstaffel. Bei den Europameisterschaften 1987 in Straßburg siegte Sabolotnow über 200 Meter Rücken mit 0,02 Sekunden Vorsprung vor Poljanski. Über 100 Meter Rücken trat Poljanski nicht an, Sabolotnow siegte vor Frank Baltrusch aus der DDR. Das Finale in der Lagenstaffel wurde am gleichen Tag ausgetragen wie das über 100 Meter Rücken. Hier siegte die sowjetische Staffel mit Poljanski auf der Rückenlage. Auch bei den Olympischen Spielen 1988 in Seoul wurde zunächst der Wettbewerb über 200 Meter Rücken ausgetragen. Im Endlauf siegte Poljanski vor Frank Baltrusch. Dritter wurde der Neuseeländer Paul Kingsman, der 0,04 Sekunden vor Sabolotnow anschlug. Zwei Tage später im Finale über 100 Meter Rücken siegte der Japaner Daichi Suzuki vor David Berkoff aus den Vereinigten Staaten. Poljanski wurde Dritter mit 0,17 Sekunden Vorsprung auf Sabolotnow, der erneut Vierter wurde. In der 4-mal-100-Meter-Lagenstaffel qualifizierten sich Sergej Sabolotnow, Walerij Losyk, Konstantin Petrow und Nikolai Jewsejew mit der fünftschnellsten Vorlaufzeit für das Finale. Im Endlauf waren Igor Poljanski, Dmitri Wolkow, Wadym Jaroschtschuk und Gennadi Prigoda fünf Sekunden schneller als die Vorlaufstaffel und wurden Dritte hinter dem Quartett aus den Vereinigten Staaten und den Kanadiern. Alle acht beteiligten Schwimmer aus der Sowjetunion erhielten eine Bronzemedaille. 1989 nahm Sabolotnow an den Europameisterschaften in Bonn teil. Über 100 Meter Rücken belegte er mit einer Hundertstelsekunde Rückstand den zweiten Platz hinter dem Spanier Martín López-Zubero. Die sowjetische Lagenstaffel mit Sabolotnow, Wolkow, Jaroschtschuk und Iurie Bașcatov gewann den Titel mit 1,65 Sekunden Vorsprung vor den Franzosen.